# Штойер, Анни
Анни Што́йер (нем. Anni Steuer; 12 февраля 1913, Мец — не ранее 1996 и не позднее 1999, Мюльхайм-ан-дер-Рур, Северный Рейн-Вестфалия) — немецкая легкоатлетка, специализировалась на беге с барьерами. Серебряный призёр летних Олимпийских игр 1936 года.
На летних Олимпийских играх 1936 года, проходивших в Берлине, Штойер в забеге на 80 метров с барьерами завоевала серебряную медаль, уступив в финале итальянке Требизонде Валле. При этом 4 спортсменки, пришедшие к финишу, включая Штойер, установили олимпийские рекорды.